# Coberley
Coberley é uma paróquia e aldeia do distrito de Cotswold, no condado de Gloucestershire, na Inglaterra. De acordo com o Censo de 2011, tinha 351 habitantes. Tem uma área de 14,68km².